# امپراتور شوکو
امپراتور شوکو (به ژاپنی: 称光天皇 Shōkō-tennō)؛ (تولد حدود ۱۳۴۷–۱۰ مه ۱۴۲۴) بر اساس ترتیب سنتی جانشینی، صد و یکمین امپراتور ژاپن بود.